# Bird Seeds of Vengeance/Wolfpig
Bird Seeds of Vengeance/Wolfpig è uno split EP delle band deathgrind statunitensi Hatebeak e Caninus.
Il disco è stato pubblicato il 3 agosto 2005 dalla Reptilian Records.

## Tracce
Hatebeak
1. Bird Seeds of Vengeance
2. Bird Bites, Dog Cries
3. Feral Parrot

Caninus
1. Abra Cadaver (Intro)
2. Ecuadorians in Disassociate T-shirts
3. Canine Incisors
4. God Eat God World
5. Sensationalize: Demonize

## Formazione

### Hatebeak
- Waldo the Parrot - voce
- Mark - chitarra, basso, programming
- Blake Harrison - chitarra, basso, programming

### Caninus
- Budgie - voce
- Basil - voce
- Sudz Exodus - chitarra
- Belle Molotov - chitarra
- Buddy Bronson - basso
- Thunder Hammer Attack - batteria